# Lohr Ferenc (hangmérnök)
Lohr Ferenc (Budapest, 1904. december 17. – Budapest, 1994. április 26.) az első magyar hangmérnök, a filmhangosítás nemzetközi hírű szakértője. Zenész, akinek szó szerint hegedűje mutatta meg az utat a filmművészethez.
Több, mint hetven filmet hangosított, köztük az első szűk értelemben vett magyar hangosfilmet, az 1931-es A kék bálvány című filmet.
Édesapja, Lohr Ferenc, neves templomfestő volt.

## Iskolái
Gyermekként őt magát is a művészet érdekelte, hegedűművész akart lenni, édesapja azonban eltanácsolta a művészélettől és a mai budapesti Reáltanoda utcai főreálgimnáziumba íratta. Ezután a Műegyetem gépészmérnöki szakára járt. Folytatta azonban a zenélést is és napi több órát gyakorolt. A zenélésen keresztül vezetett útja a filmhez: barátaival együtt filmeket kísért hegedűn az egyetem mozijában.

## Korai pályája
Lohr 1927-ben szerzett diplomát, de ennek nem volt nagy értéke, mivel nagyon sok volt a mérnök. Évekig tartott, amíg megtalálta útját a filmiparig. A Koch és Strezel orvos műszereinek ügynöke volt Észak-Magyarországon, később neonfényreklámokat tervezett Fóthy Gyula gyárában.
A Siemens konszern egyik képviselője akkor figyelt fel rá, amikor egy barátja esküvőjén hegedült: később beajánlotta a Hunnia Filmgyárba, hogy a Siemens által oda szállított hangosítóberendezésekkel foglalkozzon. A Siemens 1930-ban Berlinbe küldte, hogy a Tobis-Klang féle fényhangrendszert (TOnBIld Syndikat) tanulmányozza. Az így szerzett szaktudás segített neki elindulni a magyar hangosfilmkészítés útján.

## Filmjei
Első filmje, A kék bálvány megbukott. Az ugyanazon évben (1931) készített Hyppolit, a lakáj azonban már óriási sikert hozott.
Később olyan klasszikus filmek kötődtek a nevéhez, mint az Ida regénye (1934), Az Aranyember (1936), A Noszty fiú esete Tóth Marival (1938), az Emberek a havason (1942), vagy az Oldás és kötés (1963).
Tíz év alatt sikerült megoldania, hogy a beszéd, zene, háttérzaj torzítás nélkül kerüljön filmre.
1941-ben rövid időre behívták. Amikor hazatért, kinevezték a Hunnia műszaki cégvezetőjévé.

## A háború után
Cégvezetői múltjából a második világháború után sok baja származott. Még a filmgyárból is kitiltották, alkalmi munkákból tartotta el családját.
1952-ben azonban rehabilitálták, akusztikusi munkát kapott a Középület Tervező Vállalatnál, és még ebben az évben a Hunniába is visszahívták. Akusztikusként ő oldotta meg a frissen épült Népstadion hangosítását, ő tervezte a moszkvai KGST-palota akusztikáját és az algériai Sportstadion hangosítását, de a váci zeneiskola kihangosítása is az ő munkája.
Az 1956-os forradalmat „páholyból” nézhette, hiszen a Corvin köz 2-ben, gyakorlatilag a legerősebb ellenálló központ, a Corvin köz tetején lakott. A lakás kiégett és ottvesztek az idősebb Lohr képei, a hangmérnök mesterhegedűje, filmes emlékei és dokumentumai. A forradalom után még le is tartóztatták, de tíz nap után kiengedték.

## Kötetei
- Lohr Ferenc: Hangtechnika; Centrum, Bp., 1937 (A Magyar Mozgóképüzemek könyvtára)
- A filmszalag útja; Természettudományi Társulat, Bp., 1941 (A Királyi Magyar Természettudományi Társulat Természettudományi Könyvkiadóvállalata)
- Filmszínházak és filmműtermek akusztikai tervezése; Felsőokt. Jegyzetell. soksz., Bp., 1955 (Mérnöki Továbbképző Intézet előadássorozatából)
- A filmhang esztétikája; Magyar Filmtudományi Intézet, Bp., 1966 (Filmművészeti könyvtár)
- A film hangkultúrája. Tanulmányok; Magvető, Bp., 1968 (Elvek és utak)
- A hangzó filmnyelv. Két tanulmány; Magyar Filmtudományi Intézet és Filmarchívum, Bp., 1980
- Hallom a filmet; Magvető, Bp., 1989 (Tények és tanúk)